# 경기도의회
경기도의회(京畿道議會)는 대한민국 경기도에 제출된 의견이나 법안을 처리하기 위해 설치된  의회이다.

## 운영

경기도청사(좌)와 경기도의회 건물(우)

주민에 의하여 선출된 의원들로 구성된 주민대표기관으로서 경기도의 정책과 입법, 주민의 부담, 기타 경기도정 운영에 관한 사항을 심의하고 결정하는 의결권한이 있다.
구체적으로 조례의 제정ㆍ개정 및 폐지, 예산의 심의ㆍ 확정, 결산의 승인, 법령에 규정된 것을 제외한 사용료, 수수료, 분담금, 지방세 또는 가입금의 부과와 징수, 기금의 설치ㆍ운용, 중요 재산의 취득ㆍ처분, 공공시설의 설치ㆍ관리 및 처분, 예산외 의무부담이나 권리의 포기, 청원의 수리와 처리 등으로 그 의결형식은 조례, 승인, 동의형태 등이 있다.
경기도의회는 집행부인 경기도와 경기도교육청의 독주나 부당한 처사를 시정하고 조사하는 행정 감시기관으로서의 권한이 있다. 이를 위해 매년 1회 행정사무 전반을 감사하고 특정한 사안에 관하여 본회의 의결로 조사 할 수 있으며 필요시 현지 확인 또는 집행부에 서류제출을 요구할 수 있다. 도지사나 관계공무원은 의회에 출석하여 행정사무의 처리상황을 보고하거나 의견을 진술할 수 있고, 의회가 요구할 경우 출석하여 답변하여야 한다.
경기도의회는 경기도민이나 경기도에 이해관계를 가진 사람이 경기도의 행정 집행에 대하여 일정한 의견이나 희망을 표시하거나 주민의 권리나 이익이 침해된 경우 이에 대한 구제를 요구하거나 공무원의 비위시정 등을 요구하면 처리하는 청원처리 기능을 가지고 있다. 경기도의회에 청원하려는 사람은 도의원의 소개를 받아 청원서를 제출하여야 하며 재판에 간섭하거나 법령에 위배되는 내용의 청원은 수리하지 아니한다.
이 밖에도 경기도의회는 의사와 내부운영에 관한 것을 독자적으로 결정ㆍ운영할 자율기능을 가지고 있다.

## 역대 경기도의회의원 선거 결과

### 제1대 경기도의회
1956년 8월 13일에 실시된 1956년 대한민국 지방 선거를 통해 45명의 제1대 경기도의원이 선출되었다. 
| 정당 | 정당               | 합계 |
| ---- | ------------------ | ---- |
|      | 민주당             | 22   |
|      | 자유당             | 14   |
|      | 대한독립촉성국민회 | 1    |
|      | 무소속             | 8    |

### 제2대 경기도의회
1960년 12월 12일에 실시된 1960년 대한민국 지방 선거를 통해 45명의 제2대 경기도의원이 선출되었다. 
| 정당 | 정당   | 합계 |
| ---- | ------ | ---- |
|      | 민주당 | 21   |
|      | 신민당 | 11   |
|      | 자유당 | 1    |
|      | 무소속 | 14   |

### 제3대 경기도의회
1991년 6월 20일에 실시된 1991년 대한민국 지방 선거를 통해 117명의 제3대 경기도의원이 선출되었다. 
| 정당 | 정당         | 합계 |
| ---- | ------------ | ---- |
|      | 민주자유당   | 94   |
|      | 신민주연합당 | 3    |
|      | 민주당       | 3    |
|      | 무소속       | 3    |

### 제4대 경기도의회
1995년 6월 27일에 실시된 제1회 전국동시지방선거를 통해 136명의 제4대 경기도의원이 선출되었다. 본 선거를 통해 지역구 의원 123명과 비례대표 의원 13명이 선출되었다.
| 정당 | 정당       | 지역구 | 비례대표 | 합계 |
| ---- | ---------- | ------ | -------- | ---- |
|      | 민주당     | 57     | 6        | 63   |
|      | 민주자유당 | 52     | 7        | 59   |
|      | 무소속     | 14     | -        | 14   |

|  | 40.5% |

|  | 39.1% |

|  | 4.4% |

|  | 0.1% |

|  | 15.8% |

### 제5대 경기도의회
1998년 6월 4일에 실시된 제2회 전국동시지방선거를 통해 97명의 제5대 경기도의원이 선출되었다. 본 선거를 통해 지역구 의원 88명과 비례대표 의원 9명이 선출되었다.
| 정당 | 정당           | 지역구 | 비례대표 | 합계 |
| ---- | -------------- | ------ | -------- | ---- |
|      | 새정치국민회의 | 61     | 5        | 66   |
|      | 한나라당       | 18     | 3        | 21   |
|      | 자유민주연합   | 9      | 1        | 10   |

|  | 35.8% |

|  | 48.2% |

|  | 11.3% |

|  | 1.5% |

|  | 3.1% |

### 제6대 경기도의회
2002년 6월 13일에 실시된 제3회 전국동시지방선거를 통해 104명의 제6대 경기도의원이 선출되었다. 본 선거를 통해 지역구 의원 94명과 비례대표 의원 10명이 선출되었다.
| 정당 | 정당         | 지역구 | 비례대표 | 합계 |
| ---- | ------------ | ------ | -------- | ---- |
|      | 한나라당     | 84     | 6        | 90   |
|      | 새천년민주당 | 7      | 3        | 10   |
|      | 민주노동당   | 0      | 1        | 1    |
|      | 무소속       | 3      | -        | 3    |

|  | 55.00% |

|  | 32.20% |

|  | 5.82% |

|  | 3.86% |

|  | 2.15% |

|  | 0.94% |

### 제7대 경기도의회
2006년 5월 31일에 실시된 제4회 전국동시지방선거를 통해 119명의 제7대 경기도의원이 선출되었다. 본 선거를 통해 지역구 의원 108명과 비례대표 의원 11명이 선출되었다.
| 정당 | 정당       | 지역구 | 비례대표 | 합계 |
| ---- | ---------- | ------ | -------- | ---- |
|      | 한나라당   | 108    | 7        | 115  |
|      | 열린우리당 | 0      | 2        | 2    |
|      | 민주당     | 0      | 1        | 1    |
|      | 민주노동당 | 0      | 1        | 1    |

|  | 58.89% |

|  | 22.33% |

|  | 10.85% |

|  | 6.46% |

|  | 0.81% |

|  | 0.63% |

### 제8대 경기도의회
2010년 6월 2일에 실시된 제5회 전국동시지방선거를 통해 131명의 제8대 경기도의원이 선출되었다. 본 선거를 통해 지역구 의원 112명과 비례대표 의원 12명, 교육의원 7명이 선출되었다.
| 정당 | 정당       | 지역구 | 비례대표 | 합계 |
| ---- | ---------- | ------ | -------- | ---- |
|      | 민주당     | 71     | 5        | 76   |
|      | 한나라당   | 36     | 6        | 42   |
|      | 국민참여당 | 1      | 1        | 2    |
|      | 민주노동당 | 1      | 0        | 1    |
|      | 진보신당   | 1      | 0        | 1    |
|      | 무소속     | 2      | -        | 2    |
|      | 교육의원   | -      | -        | 7    |

|  | 41.77% |

|  | 37.35% |

|  | 9.78% |

|  | 4.63% |

|  | 2.42% |

|  | 2.23% |

|  | 1.50% |

|  | 0.27% |

### 제9대 경기도의회
2014년 6월 4일에 실시된 제6회 전국동시지방선거를 통해 128명의 제9대 경기도의원이 선출되었다. 본 선거를 통해 지역구 의원 116명과 비례대표 의원 12명이 선출되었다.
| 정당 | 정당           | 지역구 | 비례대표 | 합계 |
| ---- | -------------- | ------ | -------- | ---- |
|      | 새정치민주연합 | 72     | 6        | 78   |
|      | 새누리당       | 44     | 6        | 50   |

|  | 47.59% |

|  | 43.78% |

|  | 3.80% |

|  | 3.13% |

|  | 0.67% |

|  | 0.58% |

|  | 0.41% |

### 제10대 경기도의회
2018년 6월 13일에 실시된 제7회 전국동시지방선거를 통해 142명의 제10대 경기도의원이 선출되었다. 본 선거를 통해 지역구 의원 129명과 비례대표 의원 13명이 선출되었다.
| 정당 | 정당         | 지역구 | 비례대표 | 합계 |
| ---- | ------------ | ------ | -------- | ---- |
|      | 더불어민주당 | 128    | 7        | 135  |
|      | 자유한국당   | 1      | 3        | 4    |
|      | 정의당       | 0      | 2        | 2    |
|      | 바른미래당   | 0      | 1        | 1    |

|  | 52.81% |

|  | 25.47% |

|  | 11.44% |

|  | 7.78% |

|  | 0.66% |

|  | 0.52% |

|  | 0.42% |

|  | 0.30% |

|  | 0.30% |

|  | 0.25% |

### 제11대 경기도의회
2022년 6월 1일에 실시된 제8회 전국동시지방선거를 통해 156명의 제11대 경기도의원이 선출되었다. 본 선거를 통해 지역구 의원 141명과 비례대표 의원 15명이 선출되었다.
| 정당 | 정당         | 지역구 | 비례대표 | 합계 |
| ---- | ------------ | ------ | -------- | ---- |
|      | 더불어민주당 | 71     | 7        | 78   |
|      | 국민의힘     | 70     | 8        | 78   |

|  | 50.12% |

|  | 45.42% |

|  | 3.60% |

|  | 0.38% |

|  | 0.23% |

|  | 0.22% |

## 조직

### 의장단
- 의장
- 부의장 2명

### 위원회
상임위원회
- 의회운영위원회
- 기획재정위원회
- 경제과학기술위원회
- 안전행정위원회
- 문화체육관광위원회
- 농정해양위원회
- 보건복지위원회
- 건설교통위원회
- 도시환경위원회
- 여성가족교육협력위원회
- 교육위원회

특별위원회
- 예산결산특별위원회
- 윤리특별위원회

### 사무기구
사무처
- 총무담당관실[3]
- 언론홍보담당관실[3]
- 의사담당관실[3]
- 도민권익담당관실
- 의정기획담당관실
- 입법정책담당관실[3]
- 예산정책담당관실[4]
- 전문위원실

## 정당별 의석 수
| ↓            |          |  |
| 78           | 78       |  |
| 더불어민주당 | 국민의힘 |  |

### 교섭단체
경기도의회는 12명 이상의 의석을 확보한 정당, 또는 교섭단체에 속하지 않은 12명의 의원이 교섭단체를 구성할 수 있다.

## 같이 보기
- 경기도의회의원 목록
- 경기도청